# 小畑ミキ
小畑 ミキ（おばた みき、1950年4月8日（74歳） - ）は日本の歌手。東京都渋谷区出身。本名：大畑ミキ（デビュー当時）。

## 略歴
父は米国人、母は日本人。
精華学園高校（現・東海大学付属市原望洋高校）1年生の時に、ファッションモデルとなる。
その後、作曲家の中村泰士に師事し、1967年4月1日「初恋のレター」でデビュー。
デビュー曲をはじめ、作詞を自らが行っており、当時の女性シンガーとしては非常に珍しいケースである。
写真家と結婚し、引退、2012年現在は那須に在住。

## ディスコグラフィー

### シングル
| 発売日         | A/B面 | タイトル                        | 作詞家                     | 作曲家   | 編曲家   | レコード会社 | レコード番号 | 備考                   |
| -------------- | ----- | ------------------------------- | -------------------------- | -------- | -------- | ------------ | ------------ | ---------------------- |
| 1967年4月1日   | A面   | 初恋のレター                    | 小畑ミキ、補作詞なかにし礼 | 中村泰士 |          | ユニオン     | US-527-J     |                        |
|                | B面   | 十六の時                        | 小畑ミキ、補作詞石井志都子 | 中村泰士 |          | ユニオン     | US-527-J     |                        |
| 1967年7月10日  | A面   | ジェーン・ジェーン（愛してる?） | 小畑ミキ                   | 中村泰士 | 原田良一 | ユニオン     | US-536-J     | 演奏：アウト・キャスト |
|                | B面   | ハイ・ミスター                  | 藤戸たかし                 | 中村泰士 | 原田良一 | ユニオン     | US-536-J     | 演奏：アウト・キャスト |
| 1967年12月1日  | A面   | もしも私が                      | 小畑ミキ                   | 中村泰士 |          | ユニオン     | US-559-J     |                        |
|                | B面   | あなたが大好きよ                | かしむら左夜子             | 高井達雄 |          | ユニオン     | US-559-J     |                        |
| 1968年4月10日  | A面   | この花に愛をこめて              | 利根常昭                   | 利根常昭 | 利根常昭 | ユニオン     | US-577-J     |                        |
|                | B面   | グッドナイト・アンディー        | 小畑ミキ                   | 中村泰士 | 原田良一 | ユニオン     | US-577-J     |                        |
| 1968年6月25日  | A面   | 恋のシーサイド                  | 藤本好一                   | 津田竜一 | 津田竜一 | ユニオン     | US-588-J     |                        |
|                | B面   | ひとりぼっちの私                | 藤本好一                   | 橘洋介   | 津田竜一 | ユニオン     | US-588-J     |                        |
| 1968年11月10日 | A面   | 愛の栞                          | 小畑ミキ                   | 津田竜一 |          | ユニオン     | US-606-J     |                        |
|                | B面   | 雨はいじわる                    | かとうひろし               | 植田嘉靖 |          | ユニオン     | US-606-J     |                        |

### コンパクト盤
ミキのクリスマス
A面：ジングルベルズ、赤鼻のトナカイ、B面：サンタ・クローズが町に来る、きよしこの夜
1967年10月発売、ユニオン、SUW-66

### CD
- 単独盤の発売はないが、「60'sビート・ガール・コレクション」（2000年8月23日発売、テイチク、TECN-25650）に、シングル全曲が収録されている。
- 「ミキのクリスマス」全曲が「レッツ・ゴー・クリスマス」（1998年11月10日発売、P-VINE、PCD-1483）に、「サンタ・クローズが町に来る」、「赤鼻のトナカイ」、「ジングル・ベルズ」の3曲が「クリスマス・ア・ゴーゴー～夢の60'sクリスマス・パーティー」（2000年11月22日発売、テイチク、TECN-25685）に収録されている。

## テレビ出演
- かみなり三代 第7話「ふうてん三代」（1968年、日本テレビ） - 夕空マリ 役